# ورنن دوک
ورنِن دوک (انگلیسی: Vernon Duke ‏ ۱۰ اکتبر ۱۹۰۳ – ۱۶ ژانویهٔ ۱۹۶۹) با نام اصلیِ «ولادیمیر دوکِلسکی» ترانه‌سرا و آهنگساز اهل ایالات متحده آمریکا بود.
او دانش‌آموختهٔ آکادمی ملی موسیقی چایکوفسکی و از شاگردان بولسلاو یاورسکی بود و در سن ۱۸ سالگی به سبب جنگ داخلی روسیه، به همراه خانواده‌اش به ایالات متحده آمریکا مهاجرت کرد.
او همکاری نزدیکی با جانی مرسر، ایرا گرشوین، آگدن نش و سمی کان داشت.
از فیلم‌ها یا مجموعه‌های تلویزیونی که وی در آن‌ها نقش داشته است، می‌توان به خنده اشاره نمود.